# Arnaldo Marques da Silva
Arnaldo Marques da Silva (Lisboa, 29 de Agosto de 1954 - Coimbra, 2 de Fevereiro de 2024) foi um advogado e dirigente desportivo português.

## Biografia
Nasceu na cidade de Lisboa, em 29 de Agosto de 1954. Em 31 de Julho de 1978 concluiu a licenciatura em Direito, na Faculdade de Direito da Universidade de Coimbra, encontrando-se já a exercer como professor do ensino secundário.
Inscreveu-se como advogado em 19 de Novembro de 1980, tendo-se fixado inicialmente em Palmela, vila à qual tinha uma grande estima, e onde passou uma parte considerável da sua carreira associativa. Primeiro esteve integrado na Associação Cultural e Recreativa de Fernando Pó, e depois fez parte da Associação Humanitária dos Bombeiros de Palmela, onde ocupou os postos de vice-presidente da direcção, consultor jurídico, e 2023 tornou-se presidente da Assembleia Geral. Também em Palmela, presidiu à divisão local do Rotary Club e da Associação de Festas de Palmela, e foi vice-presidente da direcção da Sociedade Filarmónica Humanitária.
Foi advogado e formador tanto em território nacional como no estrangeiro, tendo-se dedicado às temáticas do Direito da Protecção Civil e do Desporto, e da formação de agentes desportivos. Foi também o docente responsável pelas pós-graduações em diversas instituições de ensino superior nacionais. Também foi escritor, tendo em 2017 lançado o livro Santo Ivo Patrono dos Juristas.
Esteve integrado na Federação Portuguesa de Futebol desde 1996, onde fez parte do Conselho de Justiça até 1998, e no ano seguinte foi eleito como presidente do Conselho de Disciplina, posição que manteve até 2011. Durante o seu mandato esteve ligado a vários casos marcantes no futebol nacional, incluindo a instauração de um processo disciplinar ao treinador Paulo Bento devido às suas críticas ao árbitro Bruno Paixão, em 2008, e um incidente ocorrido em 27 de Junho de 2009, quando os adeptos do Benfica invadiram o campo e começaram a largar projécteis contra as bancadas, durante um encontro com o Sporting, levando à interrupção do jogo. Também fez parte do Conselho de Disciplina da Associação de Futebol de Setúbal.
Faleceu em 2 de Fevereiro de 2024, na cidade de Coimbra, tendo a Federação Portuguesa de Futebol publicado uma nota de pesar, onde destacou a sua longa carreira dentro daquela organização. A Câmara Municipal de Palmela também aprovou um voto de pesar, onde Arnaldo Marques da Silva foi recordado como uma «figura destacada do movimento associativo local e do mundo do futebol português», e«um homem de causas e de valores, profundamente disponível, trabalhador e solidário». Em Junho de 2024 foi condecorado, a título póstumo, com a medalha de mérito, grau ouro, da Cãmara Municipal de Palmela.